# 각변형
각변형(脚變形, 영어: genu valgum) 또는 외반슬(外反膝, 영어: knock-knee)은 다리를 쭉 폈을 때 다리각에 이상이 나타나는 질환이다.
2~5세 사이의 어린이에게서 관찰되며 성장할 때 자연스럽게 교정되는 경우가 있다. 이 질환은 나이가 듦에 따라 계속되거나 악화될 수 있으며 특히 뼈완화증과 같은 질환의 결과로서 그러하다.

## 같이 보기
- 내반슬